# 南京内环

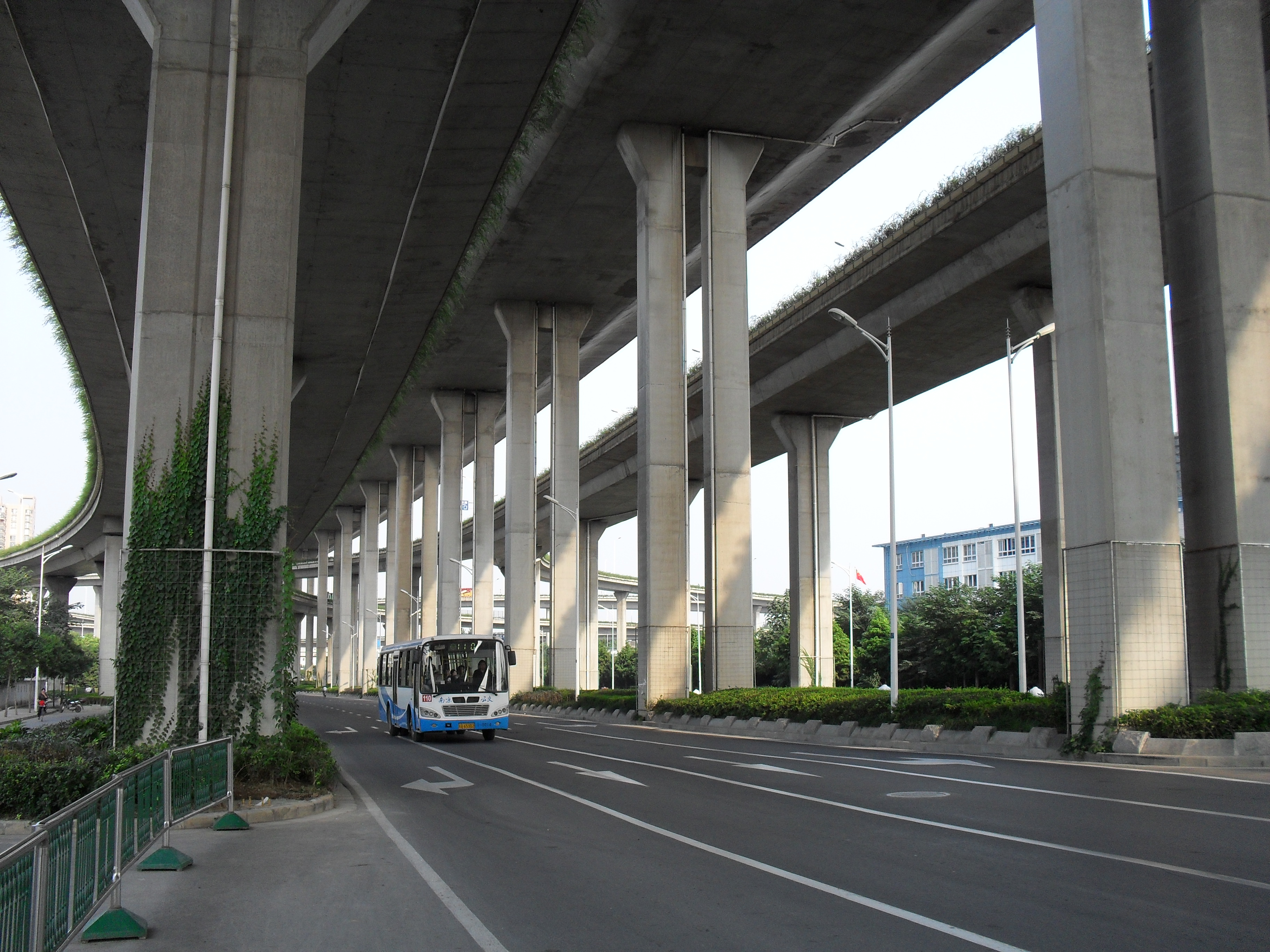
应天大街高架桥双桥门段

南京内环为南京市的一条环城道路，全长23公里，全线为全立交的城市快速道路。
南京内环由城东干道（龙蟠中路）、纬七路（应天大街）、城西干道（虎踞路）、纬三路（新模范马路）组成；由双桥门立交、赛虹桥立交、古平岗立交、玄武湖隧道和九华山隧道相连接。全程为高架、地面段或隧道，无红绿灯。
内环上全部的高架和隧道：（顺时针方向）九华山隧道—西安门隧道—通济门隧道—双桥门立交—赛虹桥立交—集庆门隧道—水西门隧道—汉中门-清凉门隧道—草场门隧道—古平岗立交—新模范马路隧道—玄武湖隧道

## 建造过程
1996年，开始修建城西干道。
2003年，玄武湖隧道通车。
2003年，赛虹桥立交通车；2004年，双桥门立交通车。
2005年，九华山隧道通车。
2007年，城东干道改造工程结束。
2008年，古平岗立交和新模范马路隧道通车。
2012年2月13日，南京市城西片区快速路网改造工程指挥部称，将拆除城西干道上的高架桥并改建隧道。同年3月17日，水西门高架爆破，4月14日，汉中门、清凉门高架爆破，4月21日，草场门高架爆破。
2013年12月31日，除草场门隧道外城西干道正式通车。2014年7月15日，草场门隧道通车，至此城西干道的全部桥改隧工程完工。